# Pohlavní dimorfismus u lidí
Pohlavní dimorfismus u člověka je soubor znaků, podle kterých lze rozlišit biologické pohlaví u člověka.

## Primární pohlavní znaky
Jsou dány genetickou výbavou jedince, na základě různých kombinací chromozómů X a Y v chromozomální sadě buněk.
Samci mají mezi dolními končetinami na trup navazující viditelné pohlavní orgány, sestávající z varlat v šourku, ve kterých se vytvářejí spermie a z penisu, který slouží jako injektor k přesunu spermií do pohlavního otvoru – pochvy v těle samice při vzájemné kopulaci. Samice mají genitálie uloženy v dutině břišní, a tak je zvnějšku patrná pouze vulva, která svou funkcí usnadňuje kopulaci.
V oblasti genitálního pohlaví však může docházet k poruchám, které popisujeme jako pseudohermafroditismus, kdy postižený jedinec je vybaven pouze mužskými či ženskými pohlavními buňkami, ale genitálie nejsou jednoznačně rozlišitelné. Takový jedinec může mít navenek pohlavní orgány jednoho pohlaví, avšak jeho vnitřní orgány mohou být pohlaví opačného; taková osoba se pak označuje jako intersexuál.

## Sekundární pohlavní znaky
Jsou dány hormonálně – tvoří se na základě působení a přítomnosti či chybění různých pohlavních hormonů a jejich interakcí s ostatními hormony obecně. Vytvářejí se postupně, tak, jak v těle roste hladina pohlavních hormonů při dospívání. Výsledkem působení výše uvedených hormonů jsou následující morfologické změny. Vzrůst mužů a žen je v jedné populaci v průměrných číslech rozdílný. Muži dosahují větších tělesných rozměrů a větší hmotnosti než ženy. Výrazně se odlišuje množství kvalita a rozmístění přirozeného ochlupení těla. Mužům více rostou vousy a jsou obecně chlupatější než ženy ve stejné populaci. Mužům hrubne v dospívání hlas a ve většině případů lze snadno odlišit mužský a ženský hlas. U žen dochází při dospívání k růstu prsní žlázy a vývinu poprsí, které tvoří vizuálně velmi specifický atribut ženství. Odlišný je i tvar těla a způsob a místo a čas uložení tuků v těle. Hormony ovlivňují i méně zřetelné znaky anatomie, jako jsou plnost rtů, rozměrové proporce trupu a jiné.

## Terciární pohlavní dimorfismus
Je dán rozdílnými potřebami, vyplývajícími z rozdílného tvaru těla, ale také z pocitu vlastní pohlavní sebeidentifikace a potřeby její proklamace navenek. Zvláště ženský styl proklamace je velmi výrazný. Projevuje se především zkrášlováním a zvýrazňováním druhotných pohlavních znaků. Tyto proklamace mají různé formy. Od radikálních chirurgických zákroků, které druhotné nebo i prvotní pohlavní znaky trvale pozměňují do kýžené podoby, přes kosmetické zákroky jako jsou úpravy ochlupení, tetování a líčení, až po styl oblékání a užívání typicky ženských nebo mužských kusů šatstva, obuvi, šperků, příčesků a dalších typických pohlavně identifikačních osobních doplňků a potřeb, které se často ke zkrášlování užívají.